# Srednja škola Lovre Montija
Srednja škola Lovre Montija jest srednjoškolska ustanova u Kninu u Hrvatskoj. U školi radi 41 profesor, 3 stručna suradnika te 10 radnika u tehničko-administrativnom osoblju. Ravnatelj škole je Mirko Antunović.

## Povijest
Srednja škola Lovre Montija nastala je 2007. godine podjelom već postojeće Srednje škole kralja Zvonimira na dvije srednje škole: Srednju školu Lovre Montija i Srednju strukovnu školu kralja Zvonimira. Škola je naziv dobila po Lovri Montiju,  hrvatskom političaru i publicistu.

## Galerija
- SŠ Lovre Montija i SSŠ Kralja Zvonimira
- Knjižnica
- Glavni hodnik
- Glavni hodnik
- Glavni hodnik
- Ulaz u SŠ Lovre Montija (lijevo) i SSŠ Kralja Zvonimira (desno)
- SŠ Lovre Montija i SSŠ Kralja Zvonimira

## Vanjske poveznice
- Stranica Srednje škole Lovre Montija